# Nuku Muhammad Amiruddin
Nuku Muhammad Amiruddin, znany jako Książę Nuku lub Sułtan Nuku (ur. 1738, zm. 1805) – sułtan Tidore, Bohater Narodowy Indonezji.

## Wczesne życie
Urodził się w 1738 roku w Soa Siu na wyspie Tidore. Jego ojcem był sułtan Jamaluddin, władca Sułtanatu Tidore, który w 1779 roku został aresztowany i zesłany przez kolonizatorów holenderskich do Batavii. Młodszym bratem Sułtana Nuku był Kamaluddin.

## Walka przeciwko Holendrom
Po wygnaniu ojca przez Holendrów władcą Sułtanatu Tidore został Kaicil Gay Jira; później zastąpił go w tej roli Patra Alam, co spotkało się z oporem ze strony Amiruddina i Kamaluddina. W czasie panowania Patry Alama Amiruddin zgromadził armadę kora-kora wokół wyspy Seram i Nowej Gwinei. W końcu Kamaluddin został mianowany sułtanem przez Holendrów.
W 1781 roku Amiruddin przyjął tytuł „Sri Maha Tuan Sultan Amir Muhammad Saifuddin Syah”. W odpowiedzi na ten ruch Holendrzy zaatakowali i pokonali armię Amiruddina, choć samemu Amiruddinowi udało się ujść z życiem. Kolejny atak Holendrów nastąpił w 1783 roku, kiedy to ich dowódca oraz większość żołnierzy zginęli, a ocalałych schwytano.
W październiku 1783 r. siły Amiruddina zaatakowały holenderskie placówki na Tidore, zabijając wszystkich Europejczyków. Zajście to zaostrzyło rywalizację między sułtanatami Ternate i Tidore; w listopadzie 1783 r. Sułtanat Ternate wsparł Holendrów w ich napaści na Tidore. W grudniu Holendrzy wymusili porozumienie, a na sułtana Tidore wyznaczyli marionetkowego władcę – Hairula Alama Kamaluddina Kaicili Asgara, księcia, który został zesłany na Cejlon.
W 1787 roku baza Amiruddina, zlokalizowana we wschodniej części wyspy Seram, została zaatakowana i zdobyta przez siły holenderskie, jednak Amiruddin zdołał uciec. Zbudował nową bazę na wyspie Gorong, a jednocześnie nawiązał przyjazne stosunki z Wielką Brytanią. Dzięki wsparciu w postaci uzbrojenia od Brytyjczyków armia Amiruddina przeprowadziła udany atak na Holendrów, odnosząc znaczące zwycięstwo. W odpowiedzi Holendrzy zaproponowali Amiruddinowi stanowisko pod warunkiem, że ten podejmie negocjacje z sułtanem Kamaluddinem. Amiruddin odrzucił propozycję, a jednocześnie nasilił ataki na siły holenderskie, wspierane przez armię Kamaluddina. W 1794 roku Jamaluddin wyraził poparcie dla działań Amiruddina, a niektórzy władcy Papui stali się jego sojusznikami. W lutym 1795 r. Abdulgafur, syn Amiruddina, poprowadził armię na Tidore. W 1796 roku siły Amiruddina zdobyły wyspę Banda, a 12 kwietnia 1797 r. przejęły kontrolę nad wyspą Tidore, otaczając ją flotą składającą się z 79 statków Amiruddina oraz jednego brytyjskiego. Sułtan Kamaluddin zmuszony był uciec na wyspę Ternate, a Amiruddin został jednogłośnie wybrany na nowego sułtana Tidore. W 1801 roku Amiruddin uwolnił wyspę Ternate spod panowania Holendrów. Zmarł w 1805 roku.
Pośmiertnie, w 1995 roku, został uhonorowany tytułem Bohatera Narodowego Indonezji.